# مربی پرستاری
مربی پرستاری، (به انگلیسی: Nurse educator) پرستاری است که به تدریس و آماده سازی پرستاران برای ورود به موقعیت‌های عملی می‌پردازد. آنها همچنین قادر به آموزش موقعیت‌های مختلف درمانی برای آموزش‌های پس از تحصیل به پرستاران دارای مجوز هستند. مربی پرستاری در برنامه‌های آموزشی در سطح فوق‌لیسانس و دکتری هم برای آماده‌سازی پرستاران مراقبت‌های پیشرفته، مربی‌های پرستاری، مدیران پرستار، محققین پرستار و ریاست مجموعه‌های درمانی و آموزشی هم تدریس می کنند.